# Železniško postajališče Vintgar
Železniško postajališče Vintgar je eno izmed železniških postajališč v Sloveniji, ki oskrbuje bližnje naselje Blejska Dobrava, kjer se tudi nahaja. Priročno je tudi za izlete v sotesko Vintgar.